# Growlers Choir
 (février 2023).
Growlers Choir est une chorale utilisant les techniques de chant guttural. Composée uniquement de chanteurs métal, surnommés «growlers», cette chorale singulière mélange les musiques métal et expérimentale.
Née à Montréal, au Canada, la chorale, actuellement constituée de 15 chanteurs, fût fondée par le compositeur Pierre-Luc Senécal en 2018.
Fasciné par la musique métal extrême en plus d’une variété de techniques de chant de gorge, Growlers Choir met en valeur le potentiel acoustique de la voix et démontre ses propriétés à la fois sensuelle et monstrueuse.

## Musique

### The Dayking
The Dayking est une composition sombre racontant l'univers d'un guetteur du temps du Moyen-âge devant surveiller l'approche possible d'ennemis. Sa solitude, du haut de sa montagne, entraîne petit à petit sa chute vers la folie et le désespoir. La musique est écrite par Pierre-Luc Senécal et le texte par Fortner Anderson. La pièce a été performée à plusieurs reprises par Growlers Choir dans divers occasions: « Les chanteurs ne faisaient pas qu’accompagner le récit mais faisaient partie intrinsèque de l’histoire pour lui permettre de prendre forme, de construire des images, lui donner une couleur, une intensité, bref pour la faire vivre. Cette œuvre est sombre et puissante. L’amalgame des voix des growlers et du chœur classique créait une ambiance terrifiante pour nous permettre de ressentir la détresse de cet homme.»

### Hate.Machine
La musique et les paroles sont composées par Pierre-Luc Senécal. L'inspiration de ce projet vient d'un reportage sur la culture de la violence sur Internet, diffusé sur Fox en 2012, qui dépeint le Web comme une sorte de Far West virtuel où aucune règle n'existe. À première vue, l'œuvre est ancrée dans les clichés de la musique métal : une terrible machine, mi-robot, mi-parasite, mâche, déchire et déchiquette tout sur son passage. Cependant, une relecture révèle sa véritable stratégie : une critique d'une société dépendante d'Internet, et orientée vers la consommation d'images morbides, la haine de soi et l'érosion des valeurs morales. C'est cette métaphore qui donne un nouveau sens à la seconde moitié du texte, où les innombrables victimes, loin de fuir, s'approchent volontairement de la terrible machine, avides d'être dévorées et digérées par ce dieu qu'elles vénèrent.
Ce que Hate.Machine décrit et dénonce, c'est précisément cette culture de l'autodestruction, ce processus auto-infligé de corruption inexorable, où tout peut être vilipendé et mutilé moralement. Arraché aux gros titres, Hate.Machine est une parabole à l'écran sur ce qui se cache dans tous les coins  notre réalité, une fable picturale sur le côté obscur d'Internet, ce mastodonte tentaculaire de l'aliénation et de la mort intérieure.

## Concerts

### VivierMix International
Dans le cadre de l’événement VivierMix International , une co-production de Le Vivier et Code d'accès, du 8 mai 2019, l’idée qui germe depuis un petit bout déjà, se concrétise alors que 18 chanteurs se rassemblent autour du poème The Dayking pour y donner une prestation d’une vingtaine de minutes. Une version filmée de la performance a été publiée en 2019 par le populaire webzine, Metalsucks,.

### Prestation au FIMAV
C'est en mai 2021 que le chœur brave la pandémie et offre une prestation hors du commun comme tête d'affiche au FIMAV ( Festival International de Musique Actuelle de Victoriaville), un des événements les plus respectés en son genre en Amérique du Nord.
Pour ce concert, Growlers Choir, dirigé par Pierre-Luc Senécal, présente deux pièces parues dans la dernière année et demie : The Day King et Hate.Machine, en plus d’entourer le tout d’improvisations vocales dirigées.

### Extrême Vocaux
En juin 2021, Growlers Choir a collaboré avec la chorale classique Temps Fort pour le concert «Extrêmes Vocaux». L’événement comprenait 60 minutes de musique pour double chœur (14 growlers et 24 chanteurs) à l'Église du Très-Saint-Nom-de-Jésus d'une ampleur de 50,000 pieds carrés.
Pour la première fois de l’histoire, un chœur classique faisait équipe avec un chœur de growlers afin d’offrir une expérience musicale «complètement inédite». Le chœur classique, emblème de l’univers vocal depuis plusieurs siècles rencontre la technique vocale du growl, récente d’une quarantaine d’années et principalement associée aux groupes de musique métal, pour une expérience sonore unique déployant tout le potentiel expressif de la voix humaine dans un contexte entièrement acoustique.
Pour la première moitié du programme, les auditeurs ont eu droit à diverses interprétations du répertoire classique dont Song for Athene de John Tavener, Extraît de Quatre motets pour un temps de pénitence (1939) de François Poulenc et Os Justi d'Anton Bruckner (1879). Ensuite, les auditeurs ont plongés dans l'univers de Pierre-Luc Senécal avec les pièces Lux Aeterna et The Dayking. À souligner que cette fois, The Dayking est administré en double chœur, c'est-à-dire par une collaboration avec Temps Fort. Le concert se termine avec la composition de Pascal Germain-Berardi, L'Ultimatum, dont les paroles sont de Sébastien Johnson, présenté également en double chœur,.
Les chants de Temps fort sont «majestueux» tandis que les chants des growlers sont bruts et «infaillibles, structurés et d'une précision chirurgicales».
Pour le concert, les deux ensembles sont dirigés par Pascal Germain-Berardi. Il est le fondateur, chef et directeur artistique du chœur Temps Fort. Il est compositeur, baryton et choriste pour Growlers Choir. Il est aussi chef de l’ensemble Forestare (orchestre de guitares) et assistant-chef du chœur Voces Boreales. Il obtint son doctorat en direction d’orchestre à l’Université de Montréal.
Le 27 octobre 2022, pour un soir seulement, cette expérience fut renouvelée à l’Église du Sacré-Cœur de Jésus. Encore une fois sous la direction de Pascal Germain-Berardi, voix classiques et voix métal travaillent de pair, invitant les auditeurs à traverser un univers sonore impossible à imiter. Des profondeurs infernales du Growlers Choir aux scintillements lumineux du choeur de Temps Fort, les deux ensembles présentent des œuvres issues de leur héritage avant de combiner leurs habiletés pour un voyage musical unique,.

### America's Got Talent
Le 4 avril 2022, Growlers Choir a impressionné les juges au populaire concours musical télévisé America’s Got Talent.
Après avoir commencé par une version encore plus ténébreuse de la dramatique introduction de la célèbre cantate Carmina Burana, de Carl Orff, le chœur a ensuite passé dans un registre totalement différent en offrant une reprise du grand succès Toxic, de la vedette pop Britney Spears.
Les membres de la chorale « ont fait vivre des émotions fortes aux 4 juges» . Le juge Simon Cowell a d'ailleurs salué l'originalité de leur démarche et leur a offert leur premier « oui ». Howie Mandel et Sofia Vergara ont également accordé un «oui» à la chorale tandis que la juge Heidi Klum fut la seule à ne pas apprécier leur démarche artistique. Growlers Choir reçu une ovation de la part de Sofia, Howie et Simon.

### FME
Le 3 septembre 2022, la chorale présente une performance extérieure hors du commun lors du célèbre Festival de musiques émergentes (FME) de Rouyn-Noranda. Le public fut émerveillé par le potentiel sonore de toutes ces voix réunies,.